# Tifaldó cerví
El tifaldó cerví (Elaphomyces granulatus), també conegut per cerví i tòfona de cérvol granelluda, és una espècie de fong ascomicot de l'ordre dels eurotials (Eurotiales). És el representant més conegut del grup dels tifaldons cervins, un tipus de tòfona d'interior pulverulent. És una espècie que desprèn una olor suau que detecten primordialment els cèrvids que les desenterren i consumeixen.

## Descripció

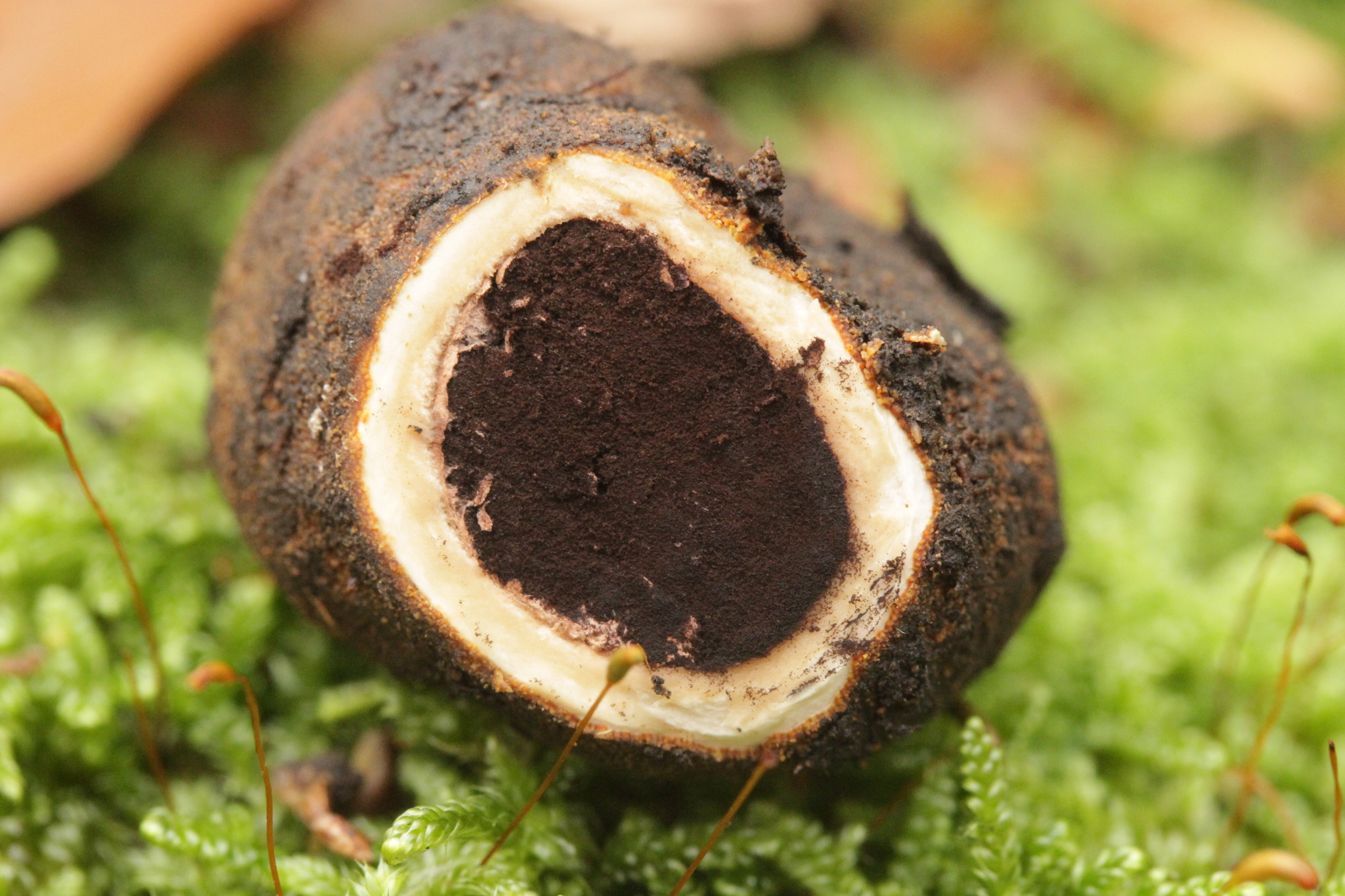
Tifaldó cerví (Elaphomyces granulatus)